# Kurt Söderström (konstnär)
Kurt Gustav Martin Söderström, född 5 juni 1915 i Säby socken, Västmanlands län, död 25 augusti 1984 i Tyresö, var en svensk målare och grafiker.
Han var son till disponenten Martin Söderström och Anna Elisabet (Elsa) Wasberg och gift 1944–1953 med kontoristen Karin Norrman. Söderström studerade konst för Schulz-Winckel i Zürich 1933 och vid Otte Skölds målarskola i Stockholm 1934–1935 samt under ett stort antal studieresor till bland annat Nederländerna, Frankrike, Belgien och Spanien. Separat ställde han ut i Bollnäs 1948, på Galleri Tre kvart i Stockholm 1951. Tillsammans med Knut V. Pettersson ställde han ut i Jönköping 1951 och Simone de Dardel och Paul Botwid Kihlman i Gällivare 1957. Han medverkade i Eksjöutställningen 1938 och Södra Vätterbygdens konstnärers utställningar i Jönköping och Falköping, Norra Smålands konstförenings höstsalonger i Jönköping och Sveriges allmänna konstförenings höstutställningar i Stockholm. Han var representerad i samlingsutställningar i Tranås, Malmberget och Vällingby. Hans konst består av landskapsmotiv från bland annat Österlen i Skåne utförda i olja eller som etsningar och torrnålsgravyrer. Söderström är representerad vid Västerås konstförenings konstgalleri. Han är begravd på Skogskyrkogården i Jönköping.